# Chapelle du Fraisse
Pour les articles homonymes, voir Fraisse (homonymie).
La chapelle du Fraisse se trouve sur la commune de Beauzac dans la partie est du département de la Haute-Loire.
Bien qu'il ne reste aujourd’hui qu'une chapelle, îc'était à l'époque un domaine agricole ; composé d'une maison d'habitation, d'une grange, d'une église et d'un cimetière. Les soubassements de l'habitation attenante à la chapelle sont encore visibles de nos jours. Elle est inscrite aux monuments historiques depuis le 22 juin 1972 .

## Localisation
Elle est située à mi-hauteur des gorges creusées par la rivière du Ramel, dans une forêt. Sur le sommet des gorges on trouve le village du Fraisse-Haut et sur le fond on trouve les ruines d'un ancien village nommé le Fraisse-Bas. Le site se trouve à environ 2 kilomètres du confluent entre le Ramel et la Loire.

## Toponymie
Le mot Fraisse vient du mot frêne. La chapelle a probablement été nommée ainsi, en référence aux nombreux arbres que l'on trouve aux alentours du site.

## Architecture
La chapelle est de style roman, la porte principale est cependant en ogive. Elle est surmontée de trois clochetons à chapiteaux romans.

## Historique
Le site de la chapelle du Fraisse était sans doute peuplé dès le néolithique,. Différentes pierres, notamment une pierre à cupules et un mégalithe christianisé laissent penser que le site était autrefois un lieu de culte celtique.

### XIIe–XIIIesiècle
Le style architectural permet de dater la construction de la chapelle au XIIe siècle.
La disposition de la chapelle et les soubassements qui restent de l'ancien domaine — ainsi que la date de construction — permettent de dire que le bâtiment a été érigé par les Hospitaliers de l'ordre de Saint-Jean de Jérusalem.
Ces derniers sont en effet arrivés dans le Velay vers le milieu du XIIe siècle. La commanderie du Fraisse est utilisée par les Hospitaliers comme domaine agricole. Ils habitent le domaine jusqu'à la fin du XIIe siècle.
Le 11 juillet 1273, le grand prieur d'Auvergne, Robert de Montrognon, assisté du commandeur de Saint-Jean du Puy, Mainfroy de Châteauneuf et de Pons de Longle, mandataire spécial du grand maître de l'Ordre, d'une part, et de l'abbé du Monastier-Saint-Chaffre, Jourdain de Montlaur, d'autre part, échangent la maison et la grange du Fraisse avec le prieuré des Échelles en Savoie. Depuis 1260, l'Ordre possède déjà le château devenu commanderie et le mandement des Échelles. De ce fait, le domaine du Fraisse devient un prieuré bénédictin dépendant de l'abbaye Saint-Chaffre.

### Début duXVIIesiècle
Un acte de vente atteste que les moines du Monastier ont vendu le domaine du Fraisse en 1616.
Le domaine est cédé à Nohé de Jourda (ancêtre de Noël Jourda de Vaux), sous forme d'emphytéose.
Dans le contrat de vente, il est stipulé que Nohé Jourda s'engage à entretenir la chapelle pour permettre aux habitants des environs d'y pratiquer le culte.
Des offices réguliers (baptêmes et enterrements) s'y tiennent jusqu’à la Révolution.

### Époque de la Révolution française
À cette époque une vague anticléricale succède à la Révolution française. On trouve dans les registres de délibérations municipales de la commune de Beauzac — datés d'avril 1794 — des passages où il est question de démolir les clochers des églises et des chapelles de la région.
Il est aussi question de faire l'inventaire des biens des édifices religieux pour ensuite les en déposséder.
Les archives de mai 1794 de la commune de Beauzac explicitent qu'à cette date tous les objets de culte de la chapelle du Fraisse ont disparu.
On ne sait pas si la disparition des biens est due aux habitants du Fraisse qui auraient emporté les objets en vue de les protéger, ou si elle est due aux révolutionnaires eux-mêmes. Le clocher de la chapelle quant à lui n'est heureusement pas détruit.

### XIXeetXXesiècles
En 1812 la chapelle devient bien de section, elle revient donc aux habitants du Fraisse-Haut et du Fraisse-Bas.
Après 1821 on ne trouve plus de documents attestant que des enterrements, ou autre offices religieux, aient pu s'y tenir.
Au début du XXe siècle la chapelle est en très mauvais état. Un arbre pousse sur la voûte du toit. Les dalles aux sols sont vandalisées dans l'espoir de découvrir un trésor.
Entre 1970 et 2003, la chapelle connaît plusieurs restaurations qui assureront sa conservation.

## Galerie

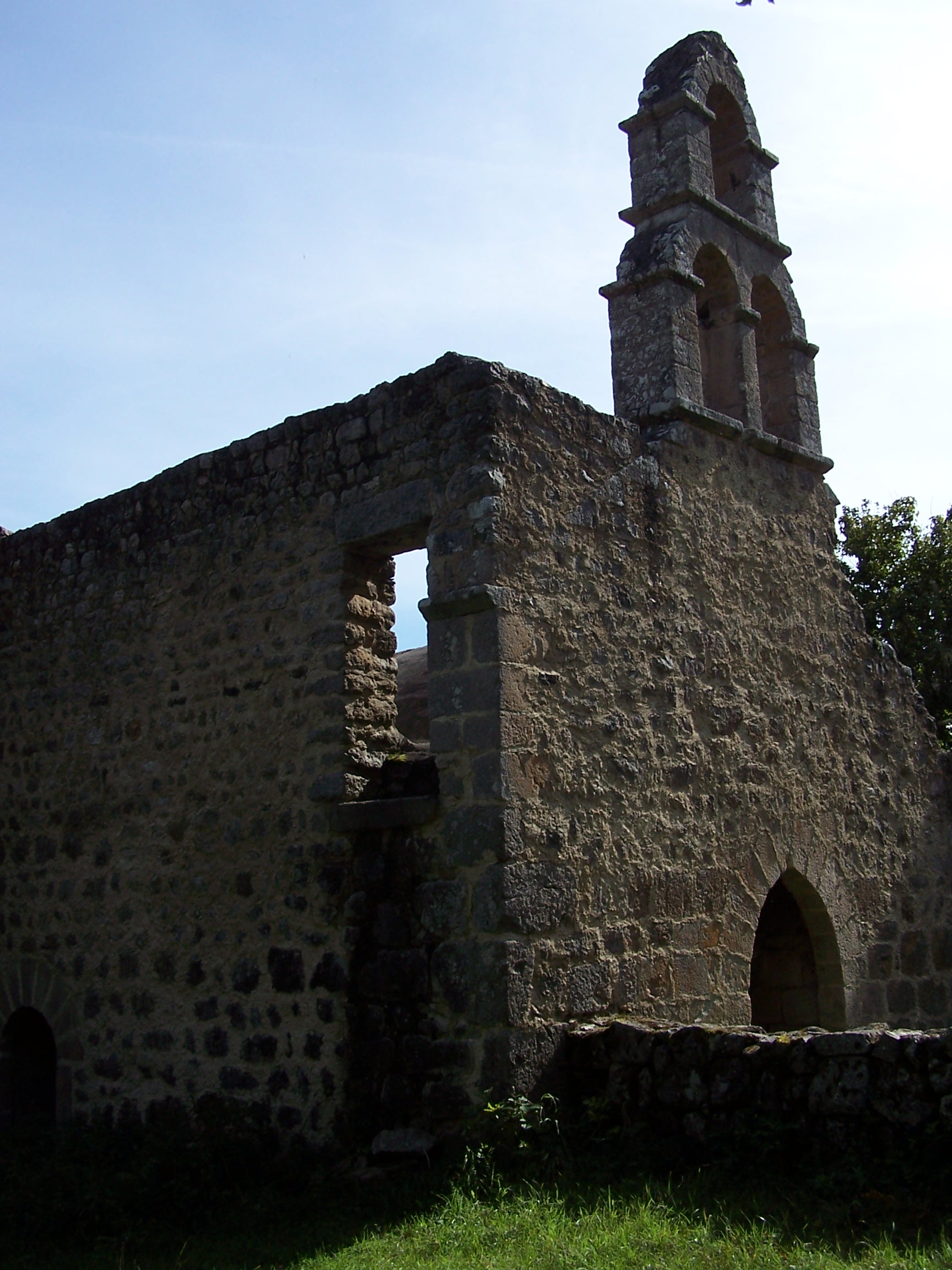
La chapelle du Fraisse surmontée de trois clocheton.
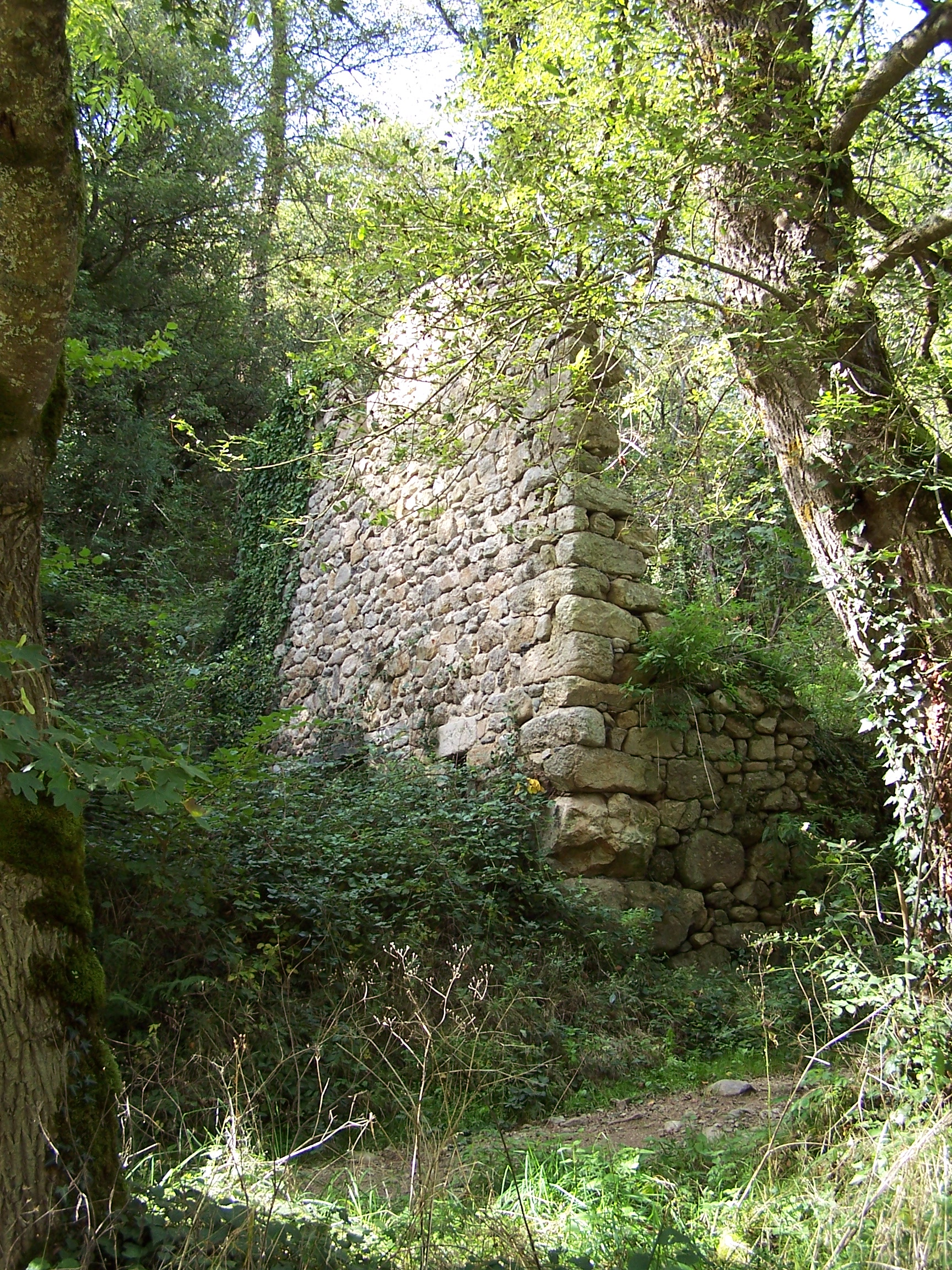
Une maison en ruine dans l'ancien village du Fraisse-Bas.
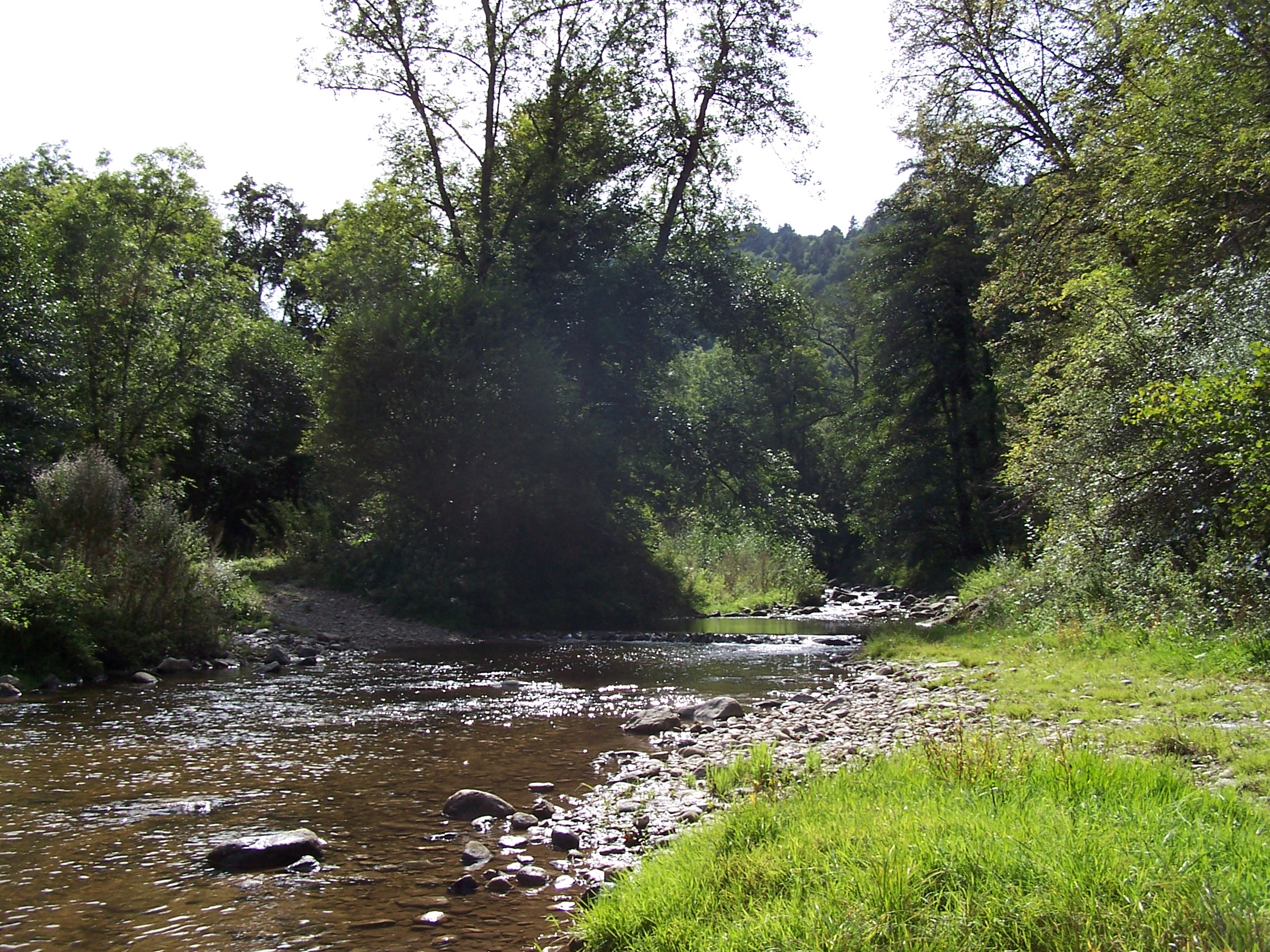
La rivière du Ramel au niveau du village du Fraisse-Bas.
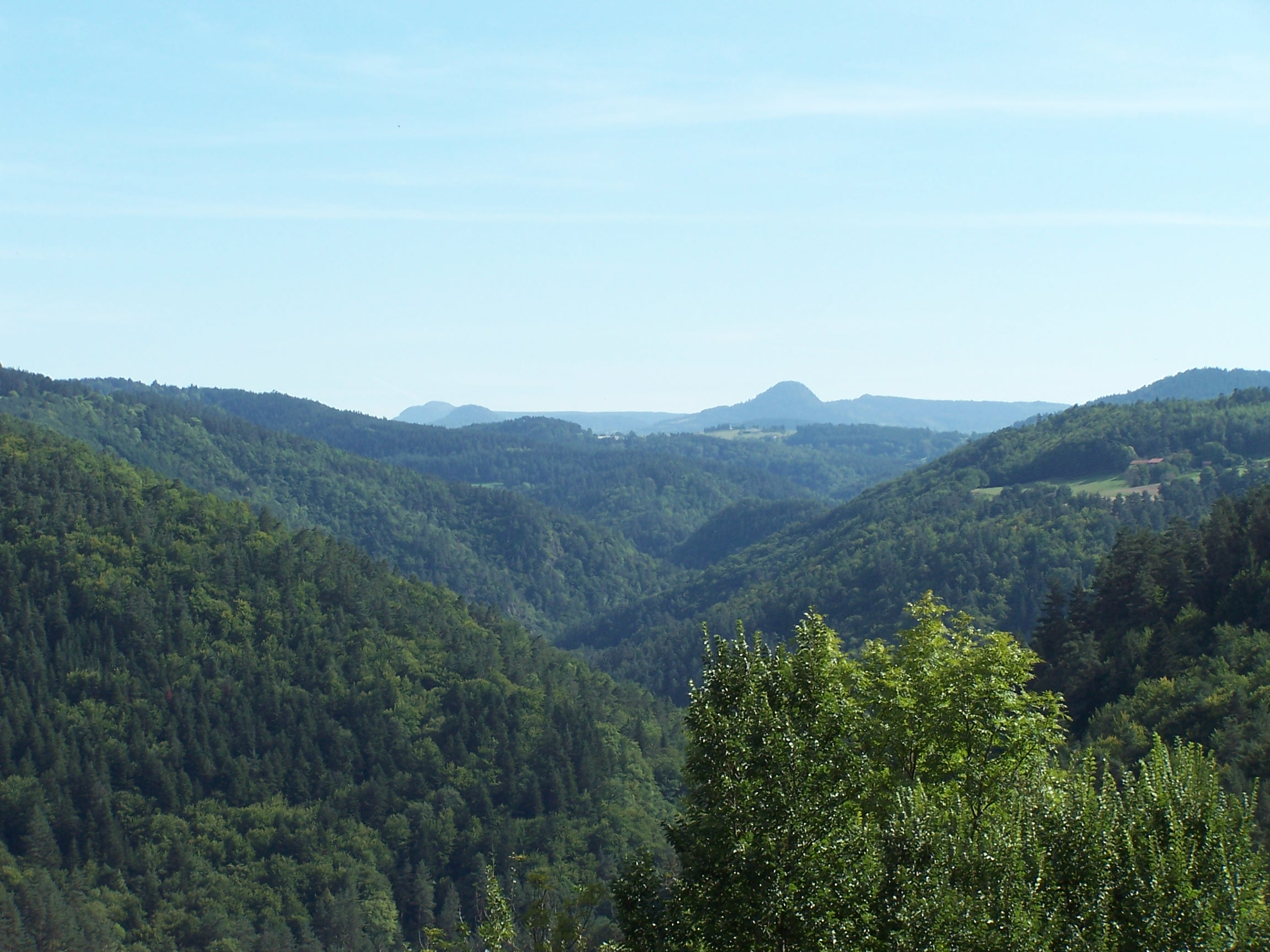
Les gorges du Ramel au Fraisse-Haut.

## Référencement